# Equipaggiamento calcistico

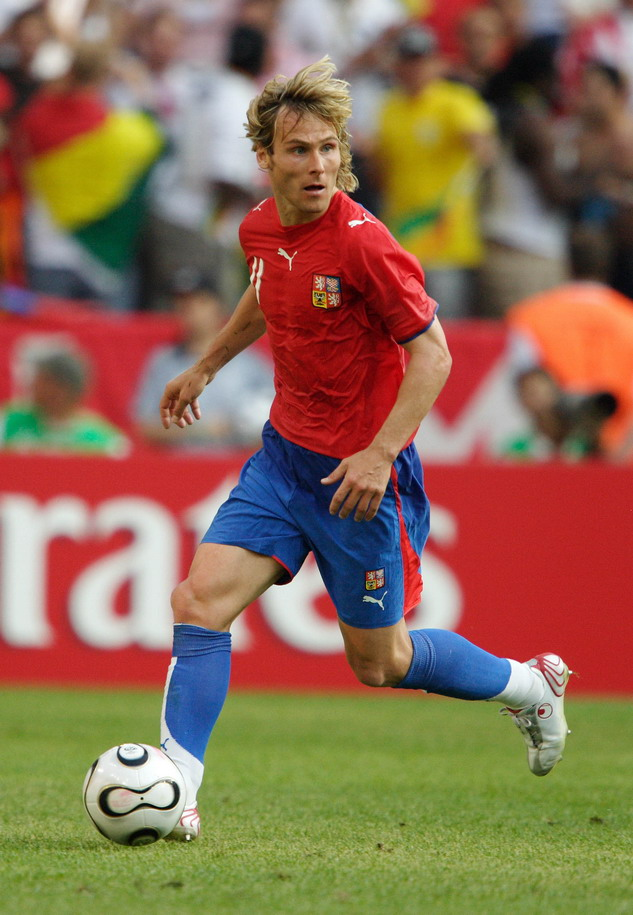
Pavel Nedvěd con una divisa da calcio degli anni 2000

Nel calcio l'equipaggiamento dei calciatori, detto anche kit, si riferisce all'equipaggiamento standard e all'abbigliamento indossato dai giocatori. Il termine "kit" è più comprensivo dei termini "divisa" e "uniforme", che si riferiscono solo a maglia, pantaloncini e calzettoni. Le regole del gioco del calcio specificano l'equipaggiamento che un giocatore deve usare, e vietano l'uso di tutto ciò che è pericoloso per l'incolumità dei partecipanti. Gare individuali possono prevedere ulteriori restrizioni, come ad esempio la regolazione delle dimensioni dei loghi che compaiono sulle maglie, oppure che, in caso di una partita tra squadre con colori identici o simili, una delle due squadre (generalmente quella in trasferta) debba cambiare divisa.
I calciatori in generale, per essere distinti, hanno numeri dietro la maglia, che debuttarono per la prima volta negli anni 1920 in Inghilterra: per distinguere i giocatori, una squadra titolare indossava numeri da 1 a 11, e i sostituti avevano un numero dal 12 in poi, spesso corrispondenti ai ruoli durante una partita. Dalla metà degli anni 1990, ai più alti livelli professionali, ogni giocatore porta sulla maglia un numero fisso per tutta la stagione nonché il proprio cognome (talvolta nome o soprannome) sopra al numero; in alcuni campionati, sopra o sotto al numero c'è anche il nome della squadra (come nel caso della Bundesliga).
Il kit da calcio si è evoluto in modo significativo sin dai primi giorni di questo sport. Originariamente i giocatori indossavano maglie di cotone spesso, pantaloni alla zuava e pesanti scarpe di pelle rigida. Nel ventesimo secolo le scarpe (o scarpini) sono diventate più leggere e più morbide, i pantaloncini sono stati portati a una lunghezza più corta e i progressi nella produzione dell'abbigliamento e nella stampa ha permesso di rendere le magliette più leggere, in fibre sintetiche, con disegni colorati e sempre più complesse. Con l'aumento della pubblicità e degli sponsor nel XX secolo, i loghi di sponsor hanno cominciato ad apparire sulle magliette, e sono state rese disponibili per l'acquisto dei fan delle maglie replica, generando una notevole quantità di entrate per le società.
Anche gli ufficiali di gara hanno un proprio equipaggiamento, simile a quello dei calciatori.

## Equipaggiamento

### Equipaggiamento di base

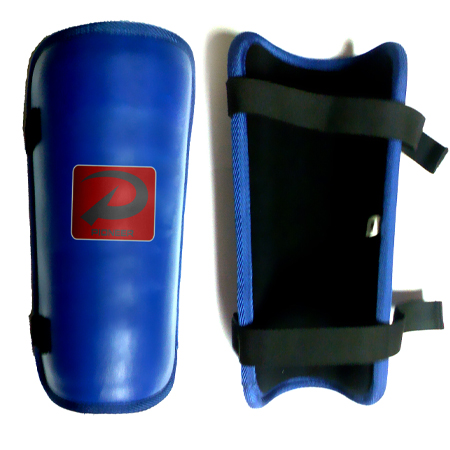
I parastinchi sono obbligatori ai sensi delle regole del calcio

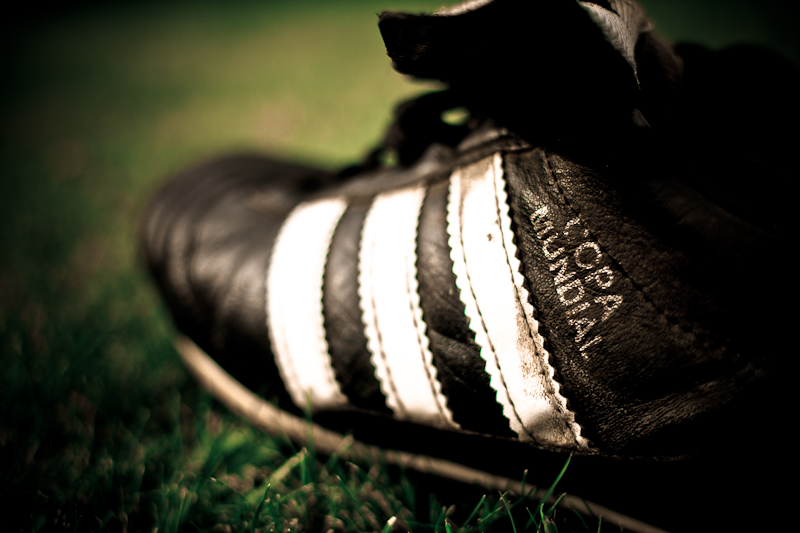
Scarpe da tappeto erboso moderne, che sono progettate per essere utilizzate su prato artificiale o sabbia

Le regole del calcio stabiliscono l'attrezzatura di base che deve essere indossata dai giocatori nella regola 4, riguardante l'equipaggiamento dei calciatori. Sono specificati cinque elementi separati: maglia, pantaloncini, calze (o calzettoni), scarpe e parastinchi. Ai portieri è consentito indossare (soprattutto in inverno) pantaloncini lunghi (della tuta) anziché corti. La maggior parte dei giocatori indossa scarpe da calcio chiodate ("scarpette da calcio" o "tacchetti" in inglese americano), tuttavia le regole non specificano che queste siano necessarie. Le maglie, devono avere maniche, corte o lunghe (anche se nella coppa d'Africa del 2002 il Camerun si presentò con una maglia smanicata), e i portieri devono indossare maglie che siano facilmente distinguibili da tutti gli altri giocatori e dagli ufficiali di gara: in origine la divisa dell'estremo difensore risultò circoscritta al colore nero, limitazione poi rimossa fermo restando l'obbligo della necessità di riconoscimento immediato. La mutanda termica può essere indossata, ma deve essere dello stesso colore dei pantaloncini. I parastinchi devono essere coperti interamente dalle calze, e devono essere fatti di gomma, plastica o materiali simili, e "fornire un ragionevole livello di protezione". L'unica altra restrizione sulle apparecchiature definita dalla legislazione del gioco è il requisito che un giocatore "non deve utilizzare attrezzature o indossare tutto ciò che è pericoloso per se stesso o un altro giocatore".
È normale precisare che per le competizioni individuali tutti i giocatori di una squadra devono indossare gli stessi colori, anche se le regole affermano soltanto: "Le due squadre devono indossare i colori che li distinguono gli uni dagli altri nonché dall'arbitro e dagli assistenti". Nel caso di una partita tra squadre che normalmente indossano i colori identici o simili, una squadra, generalmente quella in trasferta, deve cambiare colore, e quindi divisa; per questo una seconda divisa è spesso indicata come "da trasferta", infatti è possibile trovare, soprattutto a livello internazionale, delle squadre che scelgono di indossare ugualmente le loro uniformi di cortesia pure quando non c'è uno scontro di colori: la nazionale inglese gioca a volte in maglia rossa (la seconda maglia) anche quando non è richiesto, poiché questa era la maglia indossata quando la squadra ha vinto la Coppa del Mondo del 1966. Molti club hanno inoltre una "terza divisa", per essere utilizzata sia se la loro prima che la seconda divisa sono considerate troppo simili a quella dell'avversario.

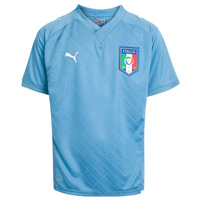
La prima maglia della nazionale italiana usata per la Confederations Cup 2009

La maggior parte delle società professionistiche hanno mantenuto gli stessi colori di base per diversi decenni, finendo per costituire parte integrante della cultura calcistica di un club. Squadre nazionali che rappresentano i paesi in competizioni internazionali indossano, in generale, i loro colori patri, solitamente basati sulle tinte delle rispettive bandiere nazionali. Ciò nonostante sussistono delle eccezioni: l'Italia indossa una maglia azzurra come retaggio del colore di Casa Savoia; i Paesi Bassi adottano l'arancione della Casa d'Orange-Nassau; la Germania indossa una maglia bianca che rimanda alla bandiera della Prussia; l'Australia veste di verde e oro, nonostante la sua bandiera sia simile a quella del Regno Unito, poiché il popolo Aussie ha voluto rinnegare qualsiasi comunanza con il paese britannico, antico colonizzatore, similmente alla Nuova Zelanda che veste di bianco anche per contrapposizione ai suoi All Blacks; la Slovenia indossa una maglia bianca e verde che omaggia sia i colori della sua capitale, Lubiana, sia le tinte del club sloveno più forte dell'epoca, l'Olimpia Lubiana; infine la rappresentativa del Venezuela è soprannominata Vinotinto per via della sua maglia bordeaux, colore che si ottiene dalla mescolanza del giallo, del rosso e del blu, ovvero lo schema della bandiera venezuelana, anche se in realtà fu il Comitato Olimpico Internazionale ad assegnargli questa divisa per i Giochi Bolivariani del 1938.
Le maglie sono normalmente costituite da poliestere, per non intrappolare il sudore e il calore del corpo come una maglia fatta di una fibra naturale. La maggior parte dei club ha degli sponsor sulla parte anteriore della maglia, così guadagnando significativi livelli di reddito, e di alcuni sponsor offrono anche la possibilità di inserire il loro logo sul retro delle maglie. secondo le regole locali, ci sono delle restrizioni su come questi marchi possono essere grandi o su quali marchi possono essere sponsorizzati. Dal 1996 competizioni come la Premier League, la Serie A o la Champions League richiedono ai giocatori di indossare delle toppe sulla manica destra raffiguranti il logo della competizione. Il numero di un giocatore di solito è stampato sul retro della maglia, pur se le nazionali, o alcuni club, spesso stampano i numeri anche sulla parte anteriore della maglia, e in genere le squadre stampano il cognome di un giocatore sopra il suo numero. Al capitano di ogni squadra è richiesto di indossare una fascia intorno alla manica sinistra, tra la spalla e il gomito, al fine di individuare in lui il capitano per l'arbitro. La fascia nera da lutto, in caso di luttuose ricorrenze, deve essere indossata intorno alla manica destra, sempre tra la spalla e il gomito.
La maggior parte dei giocatori attuali indossa scarpe da calcio specialistiche, che possono essere realizzate sia in pelle sia in materiale sintetico. Le scarpette moderne vengono portate leggermente al di sotto delle caviglie, differentemente dalle scarpe da caviglia alta usate in passato, e inoltre vengono attaccati dei tacchetti alle suole. I tacchetti possono essere prodotti direttamente con la scarpa o possono essere staccabili, normalmente per mezzo di una filettatura. Scarpini moderni, come le Adidas Predator, progettate dall'ex giocatore del Liverpool Craig Johnston, hanno caratteristiche sempre più innovative, scientificamente aiutate da disegni e da caratteristiche come delle sacche d'aria nelle suole di gomma e delle "lame" sulla suola anziché tacchetti. Tuttavia, queste lame sono state oggetto di controversie, infatti molti allenatori le hanno accusate di lesioni, sia per gli avversari che per gli stessi portatori. Alcuni giocatori scelgono deliberatamente di indossare scarpini che sono più piccoli rispetto alla loro portata, aumentando la loro capacità di controllare la palla, anche se pure questa usanza provoca lesioni subite dai giocatori.
Le regole del calcio specificano che tutti i giocatori, indipendentemente dal sesso, devono indossare lo stesso kit, però nel settembre 2008 la squadra femminile olandese dell'FC de Rakt ha sostituito i pantaloncini con gonne aderenti. Questa innovazione, che era stata richiesta dalla stessa squadra, è stata inizialmente bloccata dal veto della KNVB, organo di governo del calcio olandese, ma questa decisione è stata invertita quando è stato rivelato che il FC de Rakt indossava pantaloni a caldo sotto le gonne, e tecnicamente hanno rispettato le regole.

### Altri equipaggiamenti

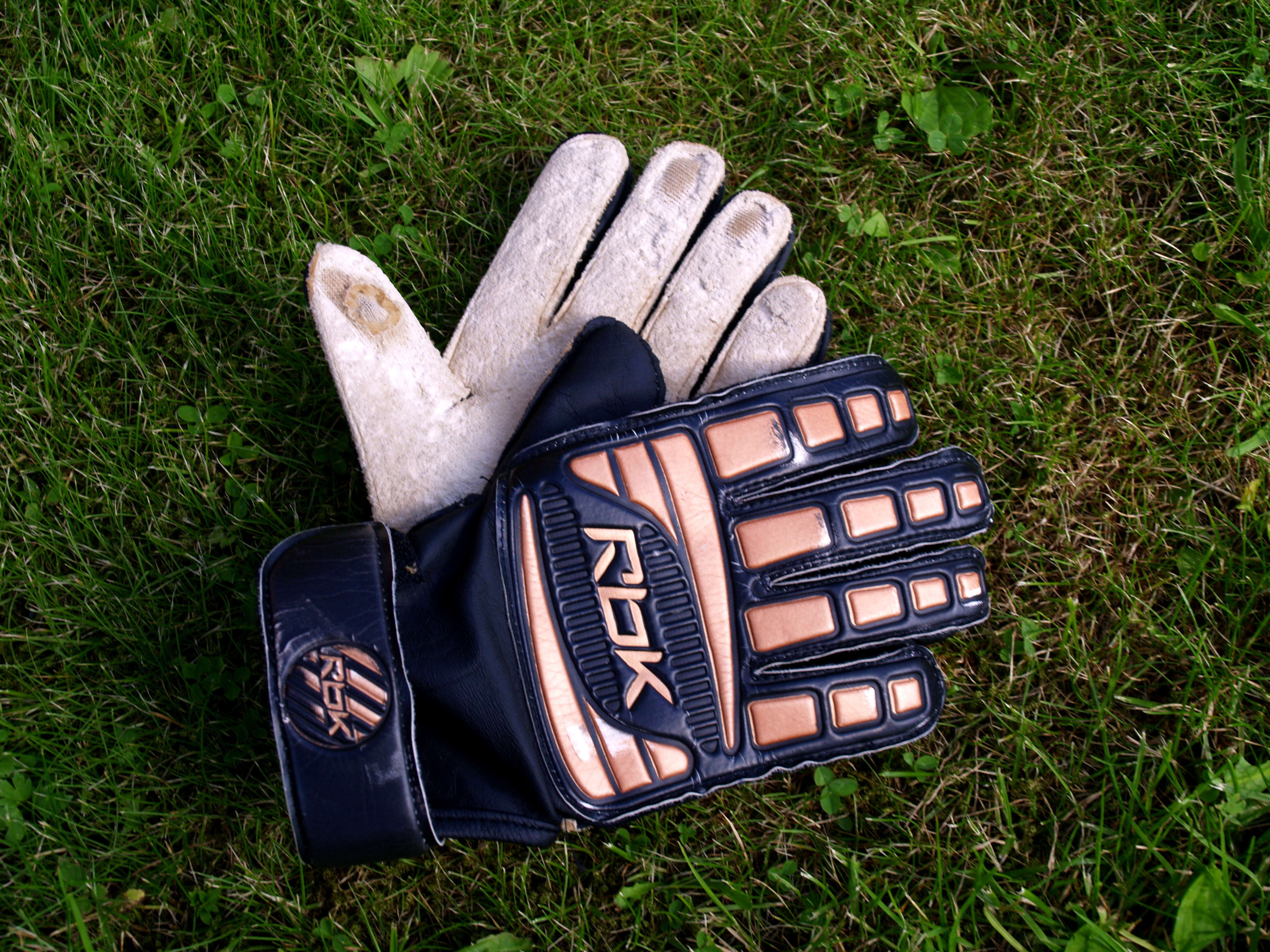
Guanto da portiere

Tutti i giocatori sono autorizzati a indossare guanti (anche durante la stagione fredda), e i portieri di solito indossano guanti speciali. Prima del 1970, questi ultimi erano stati raramente usati, ma oggi è estremamente raro vedere un portiere senza guanti. Nella partita del Portogallo contro l'Inghilterra nell'Europeo del 2004, Ricardo Pereira ha deciso di togliersi i guanti durante i tiri di rigore. Dal 1980 sono stati compiuti significativi progressi nella progettazione di guanti, che ora dispongono di protezioni, per prevenire la flessione all'indietro delle dita e di segmentazione, per consentire una maggiore flessibilità dei materiali destinati per proteggere la mano e per migliorare la presa di un portiere. I guanti sono disponibili in una varietà di tipi diversi, tra cui "flat palm", "roll finger" e "negative", con variazioni nelle cuciture e nella forma.
I portieri talvolta possono anche indossare protezioni per evitare l'abbagliamento dal sole o dei riflettori. I giocatori con problemi di vista (un esempio è Annibale Frossi) possono portare gli occhiali fino a quando non c'è alcun rischio che cadano o che la loro rottura faccia diventare il gioco pericoloso. La maggior parte dei giocatori colpiti da problemi di vista, scelgono di indossare le lenti a contatto, preferendole agli occhiali. L'olandese Edgar Davids è conosciuto per i suoi occhiali, perché non è in grado di indossare le lenti a contatto a causa del suo glaucoma. Altri articoli attualmente indossati dai giocatori sono basi protettive, come la gamma TechFit Adidas, la gamma NikePro della Nike e la gamma BaseLayer della Canterbury.
I giocatori, possono anche scegliere di indossare copricapi per proteggersi da lesioni al capo fino a quando non presenta alcun rischio per la sicurezza di chi lo indossa o di qualsiasi altro giocatore, come nel caso di Petr Čech o di Cristian Chivu.
Sono invece espressamente vietati dal regolamento oggetti che possano costituire un pericolo per l'incolumità degli atleti: anelli, monili, orologi, piercing e bracciali. Analogo divieto vige per gli auricolari, il cui utilizzo è tuttavia permesso agli arbitri.

### Equipaggiamento degli ufficiali di gara

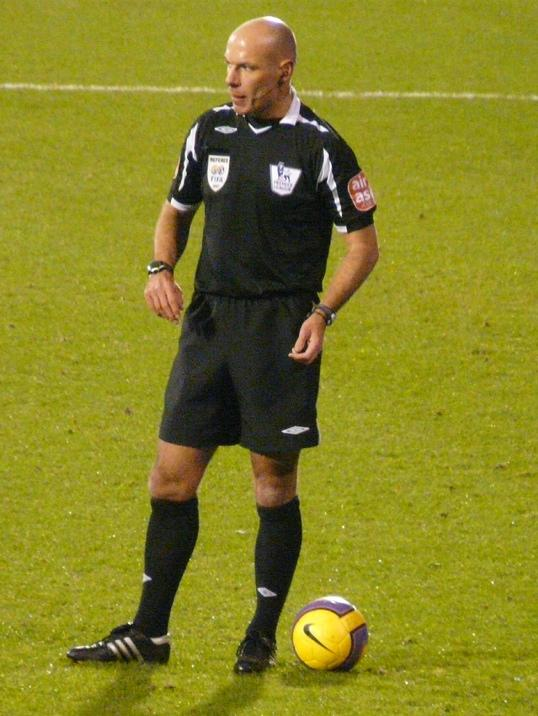
L'arbitro inglese Howard Webb con una divisa nera

Gli arbitri, gli assistenti e il quarto uomo indossano equipaggiamenti di uno stile simile a quello indossato dai giocatori, studiato e realizzato dagli stessi sponsor tecnici che realizzano le maglie per i calciatori. Come scritto sul Regolamento del Giuoco del Calcio, gli ufficiali di gara devono indossare maglie di colori diversi dai calciatori di movimento e dai portieri ("Colori • le due squadre devono indossare colori che le distinguano una dall'altra e anche dagli ufficiali di gara; • ciascun portiere deve indossare colori che lo distinguano dagli altri calciatori e anche dagli
ufficiali di gara" Regola 4, Reg. del Gioco del Calcio ed. 2011). Nel 1998 l'arbitro David Elleray in Premier League è stato costretto a cambiare la sua maglia durante una partita tra Aston Villa e Wimbledon FC, perché ritenuta troppo simile a quella indossata dai giocatori del Wimbledon. Il nero è il colore tradizionale indossato dagli ufficiali, e "l'uomo in nero" è un termine informale ampiamente usato per un arbitro, anche se sempre di più gli altri colori sono utilizzati in epoca moderna.
Il mondiale del 1994 è stato il primo in cui la FIFA ha consentito agli ufficiali di indossare colori diversi dal nero. Gli arbitri a volte hanno anche i loghi degli sponsor sulla maglia, anche se questi sono normalmente limitati alle maniche.

## Storia

### Origini e XIX secolo
La prima testimonianza di un capo d'abbigliamento per il calcio arriva nel 1526 dal Grande Guardaroba del re Enrico VIII d'Inghilterra, che includeva un riferimento a un paio di scarpe da calcio. La più antica prova di maglie colorate utilizzate per identificare le squadre di calcio risale dai primi giochi calcistici della scuola pubblica inglese, ad esempio, un'immagine del Winchester College dei primi anni 1840 riporta: «I Commoners hanno il rosso ed i ragazzi del College hanno le maglie blu» e i colori sono menzionati nuovamente in un articolo sul settimanale Bell's Life in London and Sporting Chronicle del 14 novembre 1858.
I colori sportivi della squadra di casa sono anche citati nel rugby (regola XXI) già nel 1845: "Nessun giocatore può vestire un berretto o maglie senza permesso dal capo della sua squadra". Nel 1848 è stato ricordato che il rugby "ha avuto un notevole miglioramento negli ultimi anni, ... nell'uso di abbigliamento particolare fatto da velluto e pullover".
Il calcio organizzato per la prima volta fu giocato in Inghilterra nel 1860, e molte squadre giocavano con qualunque abbigliamento che avessero avuto disposizione, poiché i giocatori della stessa squadra si distinguevano indossando cappucci colorati o fasce. Questo venne a essere problematico, però, e nel 1867 un manuale del gioco suggerisce che le squadre devono cercare di "essere disposte da un lato con maglie a righe di un colore, per esempio rosso, e dall'altro con un altro colore, per esempio blu. Questo impedisce la confusione e tentativi di strappare il pallone da un compagno di squadra."

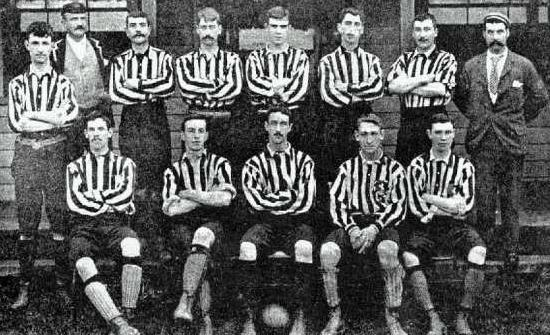
La squadra del New Brompton nel 1894 in un tipico kit dell'epoca, includendo maglia pesante, pantaloncini lunghi, scarpe pesanti e alte, e parastinchi al di fuori delle calze

Le prime maglie a strisce standard hanno cominciato a emergere dal 1870, con molti club che hanno colori sociali associati con le scuole o con altre organizzazioni sportive da cui il club era emerso.
Il Blackburn, per esempio, ha adottato le maglie a strisce basate sulla squadra degli ex allievi del Malvern College, una delle scuole dove si era sviluppato il calcio. I loro colori originali, azzurro e bianco, sono stati scelti per riflettere l'alleanza con l'Università di Cambridge, dove si erano formati un certo numero di fondatori del club.
I colori e i disegni erano diversi anche nel corso delle partite, con il Bolton Wanderers, che aveva sia maglie rosa che maglie bianche con macchie rosse all'interno.
Piuttosto che i pantaloncini corti moderni, i giocatori indossavano calzoni o pantaloni lunghi, spesso con una cintura o delle bretelle.
Lord Arthur Kinnaird, una delle prime stelle del calcio, giocava ogni partita in pantaloni lunghi bianchi.
Non esistevano i numeri stampati sulle magliette per identificare i singoli giocatori, e in una delle prime partite, nel 1875 per identificare i giocatori del Queen's Park e del Wanderers a Glasgow i calciatori erano costretti a vedere i colori dei loro berretti o delle loro calze.
Il primo parastinco è stato indossato nel 1874 da parte del giocatore del Nottingham Forest, Widdowson Sam Weller, che ha cucito un paio di ginocchiere da cricket, che portava fuori le calze. Inizialmente il concetto è stato ridicolizzato, ma ben presto preso da altri giocatori. Al volgere del secolo, i parastinchi erano diventati sempre più piccoli e venivano portati dentro le calze.

### Albori del XX secolo
Mentre il gioco cominciò a diffondersi in Europa e oltre, vari club adottarono kit simili a quelli indossati nel Regno Unito, e in alcuni casi hanno scelto i colori ispirati direttamente dai club inglesi. Nel 1903, la Juventus ha adottato una maglia fatta di strisce bianche e nere ispirate dal Notts County. Due anni più tardi, l'Atlético Independiente ha adottato delle maglie rosse dopo aver visto giocare il Nottingham Forest.

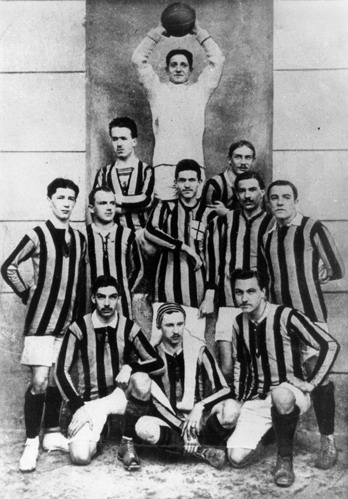
Agli inizi del XX secolo i pantaloncini diventarono più corti e i portieri incominciarono a utilizzare maglie diverse, come si può vedere da questa foto dell'Inter nel 1910

Nel 1904 la Football Association ha abbandonato la sua regola sui pantaloncini alla zuava dei calciatori che dovevano coprire le ginocchia. Questi divennero noti come "mutande", e questo termine è stato usato fino al 1960 quando "pantaloncini" è diventato il termine più utilizzato.
Inizialmente quasi tutte le squadre avevano pantaloncini di un colore molto diverso rispetto alle maglie.
Nel 1909, in modo che gli arbitri distinguessero i portieri dai giocatori di movimento, il regolamento dovette essere cambiato, per far sì che i portieri si vestissero differentemente rispetto ai propri compagni di squadra.
All'inizio venne specificato che le maglie dei portieri dovevano essere di blu scarlatto o di blu reale, ma quando nel 1912 fu utilizzabile anche il verde, subito prese misura.
In questo periodo i portieri generalmente vestivano con maglie di lana più pesanti, simili più a maglioni che alle maglie dei calciatori.
Negli anni 1920 vennero giocate delle partite con le maglie numerate, ma inizialmente l'idea non fu subito gradita.
Il primo match importante dove vennero indossate le maglie numerate fu la finale di FA Cup 1932-1933 tra l'Everton e il Manchester City.
Piuttosto che aggiungere i numeri alle maglie delle due squadre, vennero realizzate per la finale due divise già numerate, una bianca e una rossa, e vennero consegnate alle squadre in base a un sorteggio.
I giocatori dell'Everton, in maglia bianca, avevano i numeri dall'1 all'11, mentre i giocatori del City, in maglia rossa, avevano quelli dal 12 al 22.
Fu solo intorno al periodo della seconda guerra mondiale che la numerazione divenne fissa, con i giocatori che indossavano i numeri dall'1 all'11.
Anche se non c'erano regole su quale numero preciso dovesse utilizzare un giocatore, i numeri venivano indossati in base al ruolo del giocatore in campo, un esempio è il numero 9 che era solitamente riservato all'attaccante principale.
Gli anni 1930 hanno visto grandi progressi nella produzione di scarpini, con nuovi materiali sintetici e pellami più morbidi. Nel 1936 in Europa i giocatori indossavano scarpe che pesavano solo un terzo del peso degli stivali rigidi di un decennio prima, anche se i club inglesi non hanno adottato il nuovo stile degli scarpini, con giocatori come Billy Wright che pronunciavano apertamente il loro disprezzo per le nuove calzature, sostenendo che erano più adatte alla danza che al calcio.

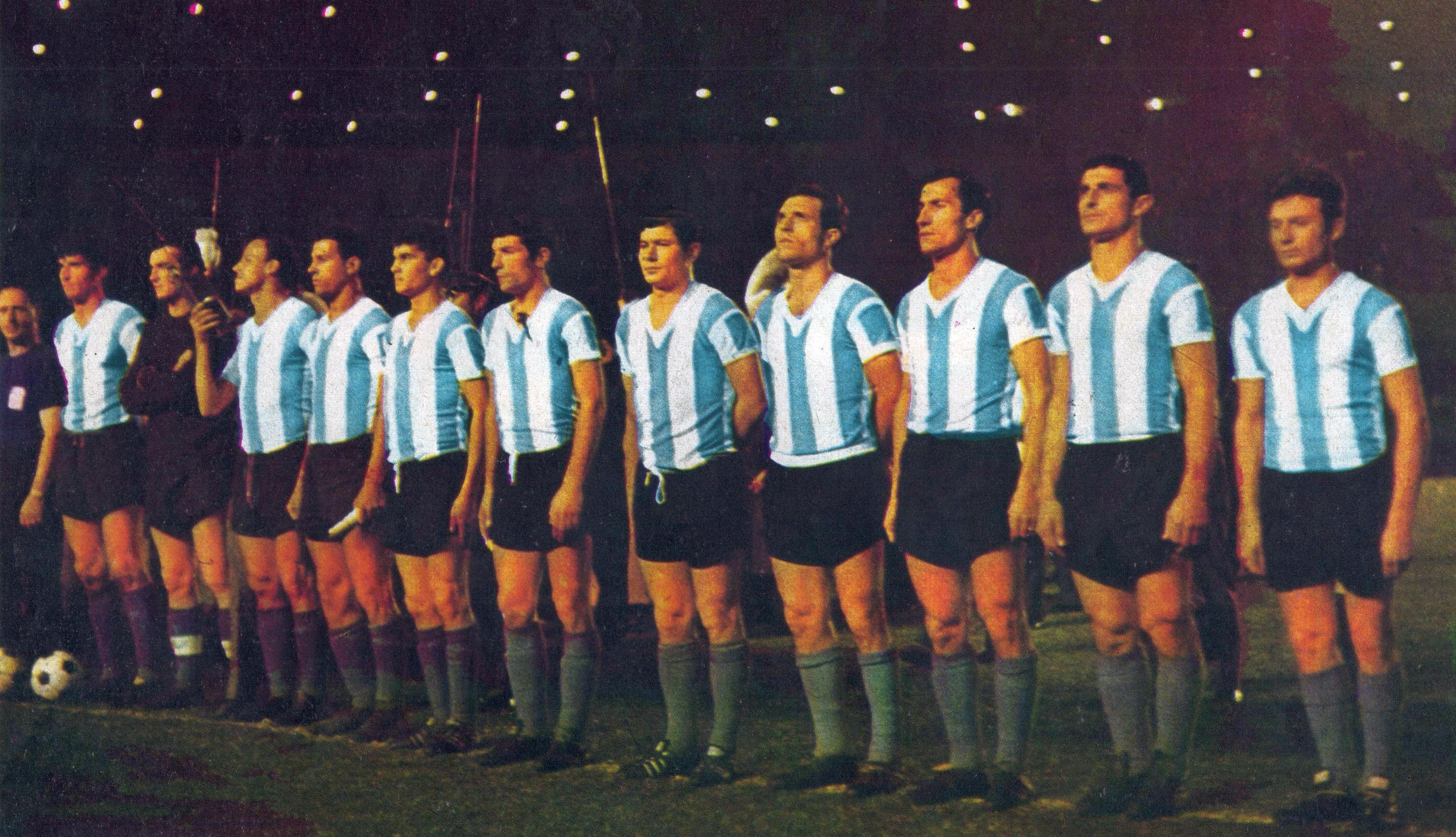
La nazionale argentina in un tipico kit dei primi anni 1960.

Nell'immediato periodo dopo la guerra, molte squadre in Europa sono state costrette a indossare dei kit insoliti a causa delle restrizioni di abbigliamento.
L'Oldham Athletic, i cui colori sociali erano il blu e il bianco, ha trascorso due stagioni giocando con una maglia bianca e rossa presa in prestito da una squadra locale di rugby, e la squadra scozzese del Clyde dovette vestire di khaki.
Negli anni 1950 i kit indossati dai giocatori nell'Europa meridionale e nel Sud America sono diventati molto più leggeri, con colletti a V e tessuti sintetici in sostituzione delle pesanti fibre naturali
I primi scarpini a essere tagliati al di sotto della caviglia vennero introdotti dall'Adidas nel 1954. Anche se costavano il doppio degli altri tipi di scarpe, la società tedesca ha riscosso un enorme successo nel mercato calcistico. Allo stesso tempo l'Adidas ha sviluppato le prime scarpe con i tacchetti che potrebbero essere modificati in base alle condizioni del campo.
Altre regioni sono state più lente ad adottare i nuovi stili di scarpe. Le squadre inglesi, ancora una volta hanno resistito al cambiamento e le divise ebbero soltanto piccole differenze rispetto a quelle prima della guerra, mentre le squadre dell'Europa orientale hanno continuato a indossare i kit che sono stati ritenuti fuori moda altrove. La Dinamo Mosca, squadra che ha girato l'Europa occidentale nel 1945, ha attirato quasi più commenti per i pantaloncini lunghi e larghi dei giocatori che per la qualità del loro calcio.
Con l'avvento delle competizioni internazionali come la Coppa dei Campioni, lo stile dell'Europa meridionale si diffuse verso il resto del continente e per la fine del decennio le camicie pesanti e le scarpe del pre-guerra erano caduti completamente in disuso. Gli anni 1960 hanno visto poca innovazione nella progettazione dei kit, con le squadre che in genere optavano per semplici combinazioni di colori. Le maglie di fine anni 1960 e di tutti gli anni 1970, a livello di design, sono state apprezzate particolarmente dai tifosi di calcio.

### Era moderna

#### Fine del XX secolo

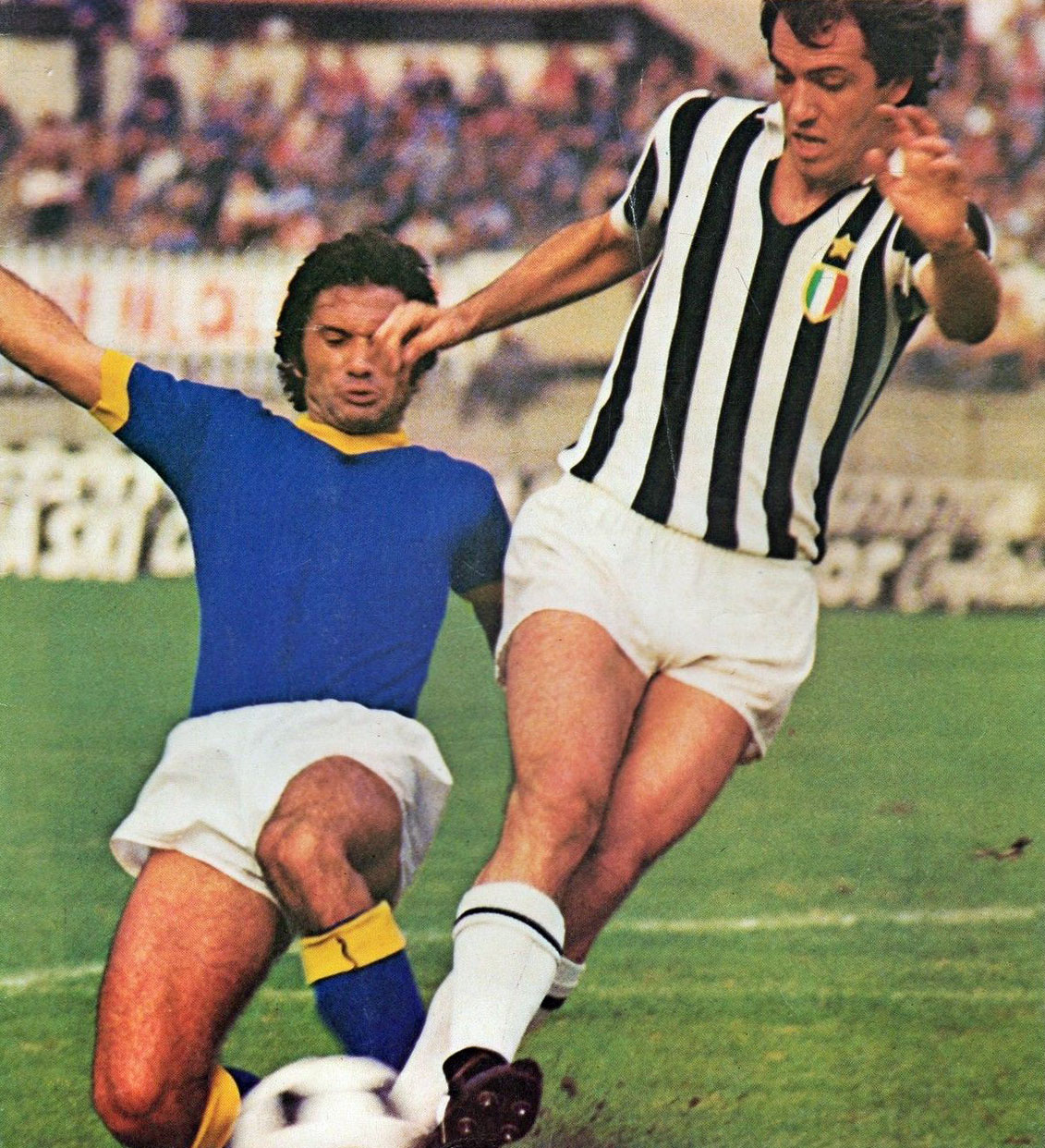
Un contrasto tra il veronese Sergio Maddè e lo juventino Roberto Bettega nel campionato di Serie A 1975-1976: i pantaloncini "molto" corti furono la norma dalla metà degli anni 70 ai primi anni 90 del XX secolo, quando tornarono a una foggia più ampia

Negli anni 1970 le squadre cominciarono a creare disegni personalizzati sulle maglie, e nel 1975 il Leeds United, che aveva cambiato i loro tradizionali colori blu e oro in bianco negli anni 1960 per imitare il Real Madrid, divenne il primo club a disegnare maglie da vendere ai tifosi.
Spinti da motivazioni commerciali, presto altre squadre seguirono questa idea, aggiungendo i loghi della squadra e del produttore.
Nel 1973, la squadra tedesca dell'Eintracht Braunschweig firmò un accordo con l'azienda locale produttrice di alcool Jägermeister, affinché la società sponsorizzasse l'azienda sulle magliette dei giocatori.
Presto quasi tutti i grandi club firmarono questi accordi, e il costo per le aziende che sponsorizzano le squadre è aumentato notevolmente. Nel 2008 il Bayern Monaco ha ricevuto 25 milioni di euro di sponsorizzazione da parte di Deutsche Telekom.
Tuttavia le squadre spagnole del Barcellona e dell'Athletic Bilbao hanno rifiutato di sponsorizzare aziende sulle maglie, fino al 2005. Attualmente il Barcellona fa beneficenza all'UNICEF, marchio presente sul retro della maglietta, donando 1,5 milioni di euro per la carità all'anno,  e dal 2011 i blaugrana hanno accettato dalla Qatar Foundation di recepire per la prima volta un pagamento dietro una sponsorizzazione, passando poi alla Qatar Airways dal 2013 al 2017 ed alla Rakuten dal 2017.
I giocatori hanno anche iniziato a siglare accordi di sponsorizzazione con le singole aziende. Nel 1974 Johan Cruijff ha rifiutato di indossare la maglia della nazionale olandese sponsorizzata dall'Adidas, in conflitto con il suo contratto individuale con Puma, e gli fu permesso di sfoggiarne una versione priva delle caratteristiche three stripes dell'azienda rivale.
La Puma aveva anche pagato 120.000 dollari a Pelé per indossare le sue scarpe, e aveva specificamente richiesto di piegarle verso il basso e di allacciarsele all'inizio della finale di Coppa del Mondo del 1970, assicurandosi così un primo piano delle scarpette per il pubblico televisivo di tutto il mondo.

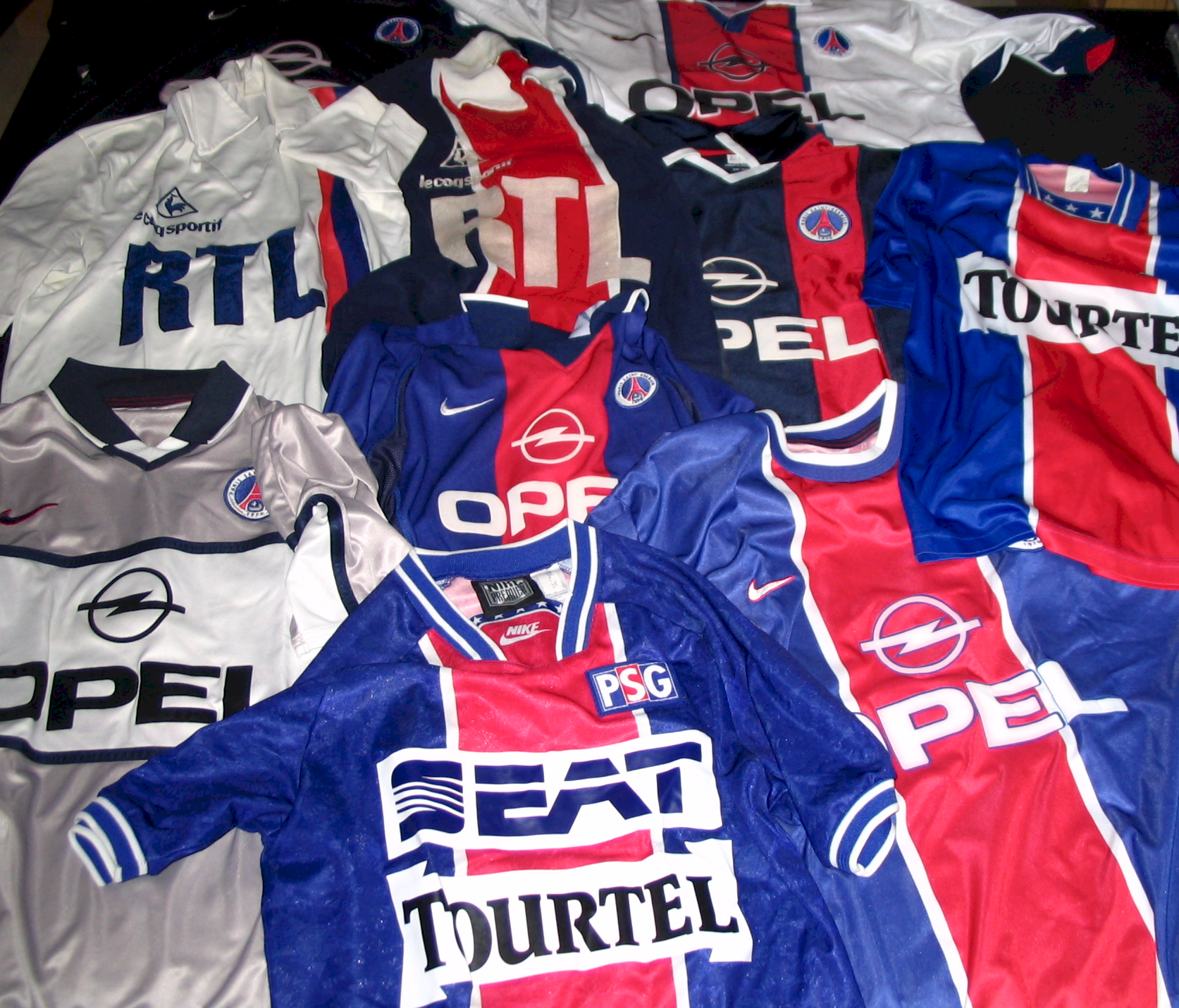
Le maglie da gioco sponsorizzate, come queste indossate in varie stagioni dal, sono diventate una norma dagli anni settanta del XX secolo in poi

Negli anni 1980 i produttori, come Hummel e Adidas, iniziarono a progettare magliette con disegni sempre più complicati, come la nuova tecnologia che ha portato l'introduzione di elementi di design come le stampe di ombre
La maglia a quarti progettata dalla Hummel per la nazionale danese per la Coppa del Mondo del 1986 ha suscitato grande scalpore tra i media, ma la preoccupazione è stata sollevata dalla FIFA per la sua comparsa in televisione. Negli anni 1970 e 1980 i pantaloncini divennero più corti che mai, e spesso includevano sulla parte anteriore il numero del giocatore.
Nella finale di FA Cup 1990-1991 i giocatori del Tottenham Hotspur scesero in campo con pantaloncini più larghi. In un primo momento questo nuovo stile è stato respinto, ma ben presto le squadre inglesi e anche di altre parti del mondo hanno adottato questi pantaloncini.
Con gli anni 1990 le maglie divennero sempre più complesse, con molte squadre con combinazioni di colori molto sgargianti. Decisioni progettuali venivano sempre più spinte in maniera che la maglia venisse vista dai fan come un oggetto di moda, ma molti disegni di questo periodo sono considerati tra i peggiori di tutti i tempi.
Nel 1996, il Manchester United ha introdotto una maglia a base grigia, che era stata progettata per un utilizzo streetwear abbinandola a dei jeans; ma questa è stata abbandonata dopo una sola partita per volontà dell'allenatore mancuniano Alex Ferguson, motivando la decisione col fatto che i suoi giocatori, che stavano perdendo 3-0, non riuscivano a "vedersi" in campo con quella tinta addosso. L'uniforme è stata subito cambiata dallo United.
I campionati principali hanno anche introdotto i numeri di squadra, dove a ogni giocatore viene assegnato un numero specifico per la durata intera di una stagione.
Una mania nata tra i giocatori è quella di celebrare i gol sollevando o rimuovendo completamente le loro maglie, rivelando slogan politici, religiosi o personali stampati su queste ultime. Ciò ha portato a una sentenza dell'International Football Association Board nel 2002 che la canottiera non deve contenere slogan o logo; dal 2004 togliersi la maglia comporta una sanzione disciplinare verso i giocatori, in quanto ciò potrebbe comportare perdite di tempo.

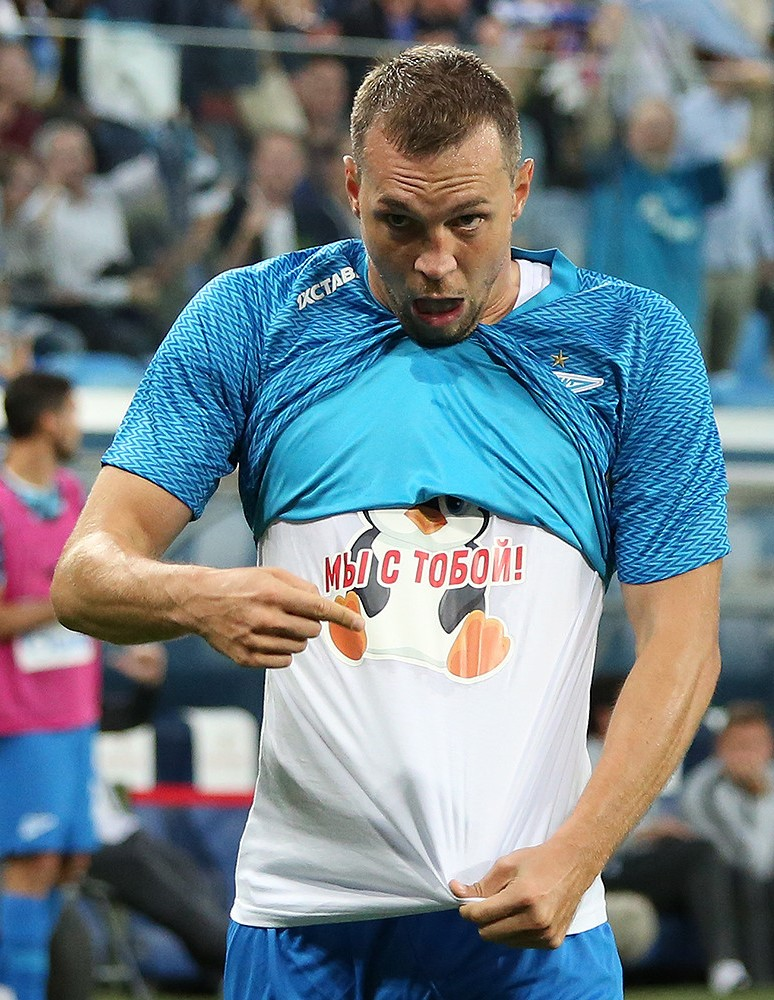
Esultare sollevando o togliendo la maglia, per mostrare messaggi o altro sottostante, è una mania nata negli anni novanta del XX secolo e poi proliferata: dal 2004 il gesto è sanzionato con il cartellino giallo

Il mercato delle maglie replica è cresciuto enormemente, con le entrate generate ai club importanti e con la frequenza con cui cambiano i disegni, specialmente nel Regno Unito, dove il mercato per le repliche ha un valore superiore alle 200 000 sterline.
Diverse squadre sono state accusate di fissazione dei prezzi, e nel 2003 il Manchester United è stato multato di 1,65 000 di sterline dall'Office of Fair Trading.
I prezzi elevati delle repliche hanno portato anche a molti tifosi ad acquistare magliette false, importate da paesi come la Thailandia e la Malaysia.
Tuttavia, la possibilità per i fan di acquistare una maglietta recante il nome e il numero di un giocatore può portare significativi ricavi a un club. Nei primi sei mesi dopo il trasferimento di David Beckham al Real Madrid, il club ha venduto oltre un milione di magliette portanti il suo nome.
Un mercato che si è sviluppato anche per le maglie indossate dai giocatori durante le partite importanti, che vengono venduti come oggetti da collezione. La maglia indossata da Pelé nella finale di coppa del mondo del 1970 venduto all'asta per oltre 150.000 sterline nel 2002.

#### XXI secolo
Un certo numero di progressi nella progettazione dei kit hanno avuto luogo a partire dal 2000, con vari gradi di successo. Nel 2002 la nazionale del Camerun ha partecipato alla Coppa d'Africa in Mali indossando magliette senza maniche,
ma la FIFA in seguito ha stabilito che tali indumenti non sono da considerare come magliette e quindi non erano consentite dalle Regole del Gioco. Successivamente il Camerun venne penalizzato di 6 punti dalla FIFA nelle qualificazioni per il mondiale del 2006, decisione poi annullata dopo un appello.
Più successo ebbero le maglie strette della Kappa indossate dall'Italia, con un design che è stato emulato da molte altre squadre.
Per i centenari di molti club, celebrati soprattutto verso la fine del XX secolo e l'inizio del XXI, venivano realizzate magliette speciali, come nel caso del Boca Juniors, che nel 2005 ha utilizzato una maglietta simile a quella usata nel 1907, o l'Inter, che nel 2008 ha indossato una maglia bianca con una croce rossa, simbolo della città di Milano.